# Control 키

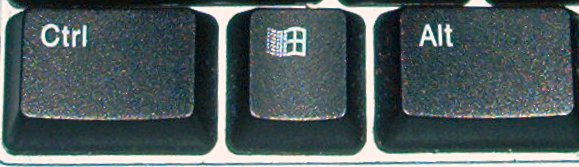
현대의 윈도 키보드에 존재하는 Ctrl키

Ctrl 키는 컴퓨터 자판에서 다른 키와 조합하여 누르는 수정 키이며 특수한 기능을 수행하는 글쇠이다. (이를테면 Ctrl-Alt-Del) Shift 키와 비슷하게 Ctrl 키만 가지고 스스로 특정한 기능을 수행하는 일은 드물다. Ctrl 키는 대부분 키보드의 왼쪽 아래 가까이에 위치해 있다. Ctrl이라는 이름뿐 아니라 Control, Ctl이라는 낱말도 사용하며, 위쪽 방향(U+2303, ⌃)의 그림이나 탈자 기호(^)를 사용한다.

## 역사
초기 컴퓨터 자판과 인쇄 전신기에서 다른 키를 누르면서 Control 키를 누르면 만들어져 있는 아스키 코드 문자의 7 비트에서 2 비트를 소거할 수 있었다. 이것이 아스키 표의 첫 32 개 문자를 만들게 한 토대가 되었다. 이러한 것들은 비인쇄용 문자열로, 컴퓨터에 신호를 보내 다음 문자열이 어디에 위치할 지 디스플레이 장치 위에서 제어하고 인쇄된 페이지를 제거하거나 화면을 지우고 터미널 벨을 울리게 하거나 다른 몇 가지 작업을 수행할 수 있게 하였다. 이러한 문자들을 제어문자라고도 불렀다.
소문자 c나 대문자 C와 함께 Control 키를 사용하면 인쇄 전신기에 같은 아스키 코드를 만들어 낸다. 현대의 컴퓨터에서는 키 눌림의 해석은 일반적으로 소프트웨어가 처리하며 현대의 자판은 각 키를 구별하여 어떠한 키가 눌리고 떼어졌는지를 소프트웨어에게 알려 준다.
아스키 제어 문자의 원래 목적이 거의 쓸모가 없어지자 나중에 소프트웨어는 다른 목적을 위해 Control 키의 조합을 사용하게 되었다. 오래된 키보드에서는 Control 키가 자판의 왼쪽에 위치했기 때문에 일부 사람들은 Control과 Caps Lock을 바꾸기 위해 키를 다시 매핑하기도 하였다.

## 기호
Ctrl 키를 누르는 데에 몇 가지 공통 기호가 있다. 각 기호는 Ctrl 키를 누르는 동안 x 키를 누른 채 있다는 뜻을 내포한다.
| ^X        | 전통적인 기호 |
| C-x       | Emacs 기호 |
| CTRL-X    | 옛 마이크로소프트 기호 |
| Ctrl+X    | 새로운 마이크로소프트 기호 |
| Ctrl/X    | OpenVMS 기호 |
| ⌃X        | 클래식 맥 OS 및 macOS 기호, 메뉴 및 고정 키에서 사용됨. (탈자 기호 표기법과 유사하지만, 탈자 기호 대신 U+2303 ⌃ 위쪽 방향 기호 사용) |
| Control–X | 문헌에 사용되는 클래식 맥 OS 및 macOS 기호                                                                                           |

## Control 키를 다른 키로 쓰는 사례

### 애플 키보드
매킨토시에서는 커맨드 키(⌘)가 윈도 환경의 Ctrl 키와 비슷한 역할을 수행하고 있다.
애플 사에서 만드는 컴퓨터 자판에도 컨트롤 키가 있으나, 기능이 조금 다르다. 콘텍스트 메뉴를 불러올 때 유닉스 및 윈도 환경에서는 마우스 오른쪽 버튼을 누르는 방식을 사용하였으나, 매킨토시에 사용되는 애플 마우스는 '원 버튼 마우스' 체계를 가지고 있었기 때문에, 이 방법을 쓸 수 없었다. 그래서 이 Control + 클릭 조합을 함으로서 콘텍스트 메뉴를 불러오는 방법을 사용하게 되었다. 애플 마이티 마우스에서 자체적으로 오른쪽 버튼 클릭이 가능하게 된 이후에도 호환성을 위해 이 커맨드가 유지되고 있다.
애플 키보드의 Control 키는 윈도 환경과 달리 Ctrl이 아닌 Control이란 표기로 되어 있다.

### 대한민국의 키보드 배열

#### 한자 키
마이크로소프트 윈도우 환경에서는 한국어 IME 사용 시 한/영 키와 한자 키를 각각 오른쪽 Alt 키와 오른쪽 Control 키로 대신할 수 있다. 이렇게 작동되는 경우는 키보드 드라이버를 ‘PC/AT 101키 호환 키보드/USB 키보드 (종류 1)’로 설정했거나, 레지스트리의 HKEY_LOCAL_MACHINE\SYSTEM\CurrentControlSet\Services\i8042prt\Parameters의 LayerDriver KOR을 kbd101a.dll로 지정했을 때이다. 이 경우 한국어 IME를 쓰는 상태에서는 오른쪽 Alt 키와 오른쪽 Control은 본래의 기능을 상실하고 각각 한/영 전환과 한자 변환 키로 작동하게 된다. 단, 윈도에 복수의 IME를 설치해 놓았을 경우, 다른 IME가 활성화되었을 때에는 이러한 변경이 적용되지 않고 해당 IME에서 사용하는 드라이버나 설정에 따라 달라진다.
참고로 ‘PC/AT 101키 호환 키보드/USB 키보드’라고 돼 있는 드라이버들(종류 1~3)과 kbd101a.dll~kbd101c.dll는 한/영 키와 한자 키가 없는 키보드(미국 표준 키보드와 동일)에서 한/영 전환과 한자 변환 기능을 대신할 수 있는 기능을 제공하는 드라이버들이다. 단 이 셋은 한/영 전환과 한자 변환 한/영 키와 한자 키의 대용키가 각각 다르다. 그리고 만약 윈도 설정에서 이들 드라이버로 설정한 상태에서 한/영 키와 한자 키가 있는 키보드를 사용하면, 결과적으로 한/영 전환용 키와 한자 변환용 키가 각각 2개씩 된다.
대한민국에서 발매되는 대부분의 윈도용 노트북에서는 내장 키보드에 한/영 키와 한자 키가 존재하지 않는다. 대신 오른쪽 Alt 키와 오른쪽 Control 키를 각각 각인만 ‘한/영’과 ‘한자’으로 해 놓고, 초기의 키보드 드라이버를 ‘PC/AT 101키 호환 키보드/USB 키보드(종류1)’로 해 놓은 경우가 많다. 노트북 제조사들이 노트북을 이렇게 제작하는 이유는 다음과 같은 이점이 있기 때문이다.
- 한/영 키와 한자 키를 생략함에 따라 노트북 내장 키보드의 부족한 공간을 절약할 수 있다.
- 해외용(미국과 동일하게 101/104 키보드를 쓰는 국가용)과 동일한 내장 키보드에 각인만 다르게 새기면 된다.

#### 한/영 키
한글 각인이 된 IBM 모델 M에서는, 위에서 설명한 윈도의 ‘PC/AT 101키 호환 키보드/USB 키보드 (종류 1)’ 또는 kbd101a.dll와 달리 오른쪽 Alt 키와 오른쪽 Control 키가 각각 한자 키와 한/영 키를 대신하는 키로서 각인돼 있다 . 이것은 오른쪽 Alt 키 = 한자 변환, Control 키 = 한/영 전환 키로 쓰는 입력기를 기준으로 한 것이다.

### 서양의 키보드 배열

#### 특수 문자 입력용 키

캐나다 다국어 ACNOR 키보드 레이아웃.

캐나다 다국어 표준 자판인 ACNOR 키보드 레이아웃에서는 오른쪽 Control 키가 특수 문자를 입력하는 키이다. 또 이 키보드에서는 그와 비슷하게 오른쪽 Alt 키가 AltGr 키에 해당하는 키로 쓰인다.

### 일본의 키보드 배열

#### 영수 가나 키

AX 키보드 배열

AX 규격(AX architecture)은 과거 일본의 일부 PC 메이커들이 IBM PC 호환기종에 일본어 기능을 추가한 컴퓨터 규격 중 하나이다. 이 규격에 쓰이는 키보드를 AX 키보드라고 한다〔OADG 규격(일본어)의 付録B 참고〕. 또 유사 규격으로 J-3100(또는 J3100) 키보드라는 게 존재하는데, AX 키보드에서 일본어 자판 특유의 無変換(무변환) 키와 変換(변환) 키를 제거하고, AX 키보드의 독자적인 AX 키의 각인을 없앤 것이다〔OADG 규격(일본어)의 付録C 참고〕. AX와 J-3100 키보드는 현재 일본에서 일반적인 키보드 규격은 아니지만 아직도 윈도우에서 사용할 수 있다 .

AX와 J-3100 키보드에서는 오른쪽 Alt 키와 오른쪽 Control 키를 각각 일본어 환경 고유의 漢字(한자) 키와 英数 カナ(영수 가나) 키로 바뀐다. 이 중 英数 カナ(영수 가나) 키는, 일본어 입력 모드에서 입력 문자를 가나 문자↔영수(로마자 및 아라비아 숫자)를 전환하는 키이다. 이 키는 漢字(한자) 키(Alt 키 문서 참고)와 달리 일본어 입력 ‘도중’에 입력 문자를 변경할 수 있다는 특징이 있다.

## 예
다른 응용 프로그램, 사용자 인터페이스, 운영 체제에 따라 다른 목적의 Ctrl 키 조합을 사용한다.
| 키 조합            | 마이크로소프트 윈도우/KDE                                              | Emacs/리눅스 (명령 줄, GNU 리드라인을 사용하는 프로그램)     |
| ------------------ | ---------------------------------------------------------------------- | ------------------------------------------------------------ |
| Ctrl+A             | 모두 선택                                                              | 줄의 맨 처음                                                 |
| Ctrl+B             | 글씨를 굵게                                                            | 한 문자 앞으로                                               |
| Ctrl+C             | 복사 (응용 프로그램을 끝내기 위해 Ctrl+Break 대안으로 사용하기도 한다) | 복합 명령어 (emacs) 또는 응용 프로그램 종료                  |
| Ctrl+D             | 글꼴창 (워드 처리)                                                     | 앞쪽 삭제 또는 입력 끝                                       |
| Ctrl+E             | 가운데 정렬 (워드 처리)                                                | 줄 맨끝                                                      |
| Ctrl+F             | 찾기 (큰 문서의 작은 부분을 찾을 때 흔히 쓰임)                         | 한 문자 앞으로                                               |
| Ctrl+G             | (줄 수)로 이동                                                         | 벨                                                           |
| Ctrl+H             | 역사                                                                   | 역사 메뉴 띄우기                                             |
| Ctrl+I             | 글씨 기울임                                                            | 리스프 들여쓰기 (거의 쓰이지 않음)                           |
| Ctrl+K             | 하이퍼링크 삽입 (워드 2007)                                            | 커서와 줄 끝 사이의 문자열을 잘라내기                        |
| Ctrl+L             | 목록 만들기                                                            | 창/터미널의 현재 줄을 수직으로 가운데 정렬                   |
| Ctrl+M             | 1/2 인치만큼 여백 줄임 (마이크로소프트 워드)                           | 명령어 실행                                                  |
| Ctrl+N             | 창, 문서 새로 만들기                                                   | 다음 줄                                                      |
| Ctrl+O             | 열기                                                                   | 새 줄 넣기                                                   |
| Ctrl+P             | 인쇄                                                                   | 이전 줄                                                      |
| Ctrl+Q             | 응용 프로그램 끝내기                                                   | 글자 그대로 삽입, 일시 중지되어 있는 응용 프로그램 다시 실행 |
| Ctrl+R             | 페이지 새로 고침                                                       | 아래에서 위로 검색                                           |
| Ctrl+S             | 저장                                                                   | 위에서 아래로 검색                                           |
| Ctrl+T             | 새 탭 열기                                                             | ?                                                            |
| Ctrl+U             | 밑줄 넣기                                                              | 낱말을 대문자로 바꾸기                                       |
| Ctrl+V             | 붙여넣기                                                               | 아래 페이지로                                                |
| Ctrl+W             | 창이나 탭 닫기                                                         | 잘라내기                                                     |
| Ctrl+X             | 잘라내기                                                               | 복합 명령어                                                  |
| Ctrl+Y             | 다시 시도 (가끔 이를 위해 Ctrl+Shift+Z를 사용하기도 함)                | 잡아당기기 (붙여 넣기)                                       |
| Ctrl+Z             | 실행 취소                                                              | 프로그램 일시 중지                                           |
| Ctrl+End           | 맨 아래로 (문서나 창의 끝)                                             | 정의되어 있지 않거나 거의 쓰이지 않음                        |
| Ctrl+Home          | 맨 위로 (문서나 창의 처음)                                             | 정의되어 있지 않거나 거의 쓰이지 않음                        |
| Ctrl+Ins           | 복사(요즘은 대개 Ctrl+C를 사용함)                                      | 정의되어 있지 않거나 거의 쓰이지 않음                        |
| Ctrl+PgDn          | 다음 탭                                                                | 정의되어 있지 않거나 거의 쓰이지 않음                        |
| Ctrl+PgUp          | 이전 탭                                                                | 정의되어 있지 않거나 거의 쓰이지 않음                        |
| Ctrl+Tab           | 다음 창, 다음 탭                                                       | 정의되어 있지 않거나 거의 쓰이지 않음                        |
| Ctrl+Shift+Tab     | 이전 창, 이전 탭                                                       | 정의되어 있지 않거나 거의 쓰이지 않음                        |
| Ctrl+←             | 이전 낱말                                                              | 정의되어 있지 않거나 거의 쓰이지 않음                        |
| Ctrl+→             | 다음 낱말                                                              | 정의되어 있지 않거나 거의 쓰이지 않음                        |
| Ctrl+Delete        | 다음 낱말 지우기                                                       | 정의되어 있지 않거나 거의 쓰이지 않음                        |
| Ctrl+Backspace     | 이전 낱말 지우기                                                       | 정의되어 있지 않거나 거의 쓰이지 않음                        |
| Ctrl+Alt+Backspace | . 이나 / 가 있는 곳까지 지움                                           | 다시 시작 X11                                                |
| Ctrl+Alt+Delete    | 작업 관리자/컴퓨터 다시 시작                                           | 다시 시동 (콘솔에 있을 때)                                   |

## 같이 보기
- Alt 키
- Break 키
- 기능 키
- 자판 배열
- Ctrl-Alt-Del